# McJoe Arroyo
McJoe Arroyo Acevedo (* 5. Dezember 1985 in Ceiba, Puerto Rico) ist ein puerto-ricanischer Profiboxer und ehemaliger Weltmeister der IBF im Superfliegengewicht.
Er ist der Zwillingsbruder des Boxers McWilliams Arroyo.

## Amateurkarriere
McJoe Arroyo gewann 2006 eine Bronzemedaille im Fliegengewicht bei den Zentralamerika- und Karibikspielen in Kolumbien, als er im Halbfinale gegen Juan Payano mit 8:11 ausgeschieden war. Bei den Weltmeisterschaften 2007 in Chicago besiegte er Ryan Lindberg aus Irland, Saparbek Ulu Tilek aus Kirgisistan und Jonathan Romero aus Kolumbien, verlor im Halbfinale gegen den Russen Sergei Wodopjanow und gewann damit eine Bronzemedaille im Bantamgewicht. Gegen Wodopjanow unterlag er zudem im ersten Kampf bei den Olympischen Spielen 2008 in Peking.
2009 startete er noch bei den Weltmeisterschaften in Mailand. Dort erreichte er gegen Martin Parlagy und Pedro Matos das Achtelfinale, wo er gegen den Chinesen Gu Yu unterlag.

## Profikarriere
McJoe Arroyo gab sein Profidebüt am 27. Februar 2010. Nach 14 Siegen in Folge gewann er 2014 gegen Hernan Marquez und Mark Anthony Geraldo, womit er sich für einen IBF-Weltmeisterschaftskampf im Superfliegengewicht qualifizierte. Dieses Duell gewann er am 18. Juli 2015 durch Auswertung der Punktezettel gegen Arthur Villanueva, nachdem der Kampf aufgrund einer Cutverletzung bei Villanueva in der zehnten Runde abgebrochen worden war. In seiner ersten Titelverteidigung am 3. September 2016 verlor er jedoch einstimmig nach Punkten gegen Jerwin Ancajas.
Im Juli 2017 verlor er gegen Rau’Shee Warren und im März 2019 gegen Luis Nery.